# Блёданс, Эвелина Висвальдовна
Эвели́на Ви́свальдовна Блёданс (5 апреля 1969, Ялта) — советская и российская актриса театра, кино, телевидения, мюзиклов, озвучивания и дубляжа, певица, комедиантка и телеведущая.

## Биография
Родилась 5 апреля 1969 года в Ялте, Крым, СССР в семье фотографа Висвалдиса Карловича и Тамилы Николаевны Блёданс. После развода родителей воспитывалась отчимом Геннадием Александровичем. Окончила ялтинскую среднюю школу № 5 (ныне гимназия имени А. П. Чехова).
В 1990 году окончила актёрский факультет ЛГИТМиКа (курс народного артиста СССР Игоря Владимирова), Театральный центр классического американского мюзикла имени Юджина О’Нила (США).
С 1991 по 2005 год являлась участницей комик-труппы «Маски».
В 1999 году работала в мюзикле «Метро» и спектакле «Даная».
С октября 2005 года вела телевизионное шоу «Сексуальная революция с Эвелиной Блёданс» на интерактивном телеканале для женщин «ТДК».
С февраля 2007 года — ведущая программы «Очевидец. Самое смешное» на РЕН ТВ.
С ноября 2008 года по март 2009 года принимала участие в реалити-шоу «Последний герой — 6: Забытые в раю» на Первом канале.
С августа 2009 года вела музыкально-юмористическое шоу «Всё по-нашему!» на СТС.
В 2009 году выпустила сольный альбом «Главное — любить!».
С 2009 года играла главную роль в антрепризе Станислава Садальского «Декоратор любви».
С 1 марта 2011 года вела шоу «Любовь с первого взгляда» на телеканале «MTV».
С 4 ноября 2012 года была ведущей шоу «Они» на казахстанском республиканском телеканале «НТК».
С 2013 по 2018 год и в 2024 вела телешоу «Человек-невидимка» на ТВ-3.
Осенью 2014 года была участницей шоу «Империя иллюзий» на телеканале «СТС». В 2015 году стала участницей шоу «Один в один». С марта по август 2015 года — ведущая шоу «Всё будет хорошо» на НТВ.
12 марта 2016 года в четвёртом сезоне «Один в один. Битва сезонов» выступила с перевоплощением в Анну Семенович с песней «На моря».
Весной 2021 года приняла участие в телешоу «Маска» на НТВ. На один выпуск надела костюм Мишки, став специальным гостем шоу.
В марте 2023 года стала участницей шоу «Новые Звёзды в Африке» на ТНТ.
В 2025 году Блёданс вновь приняла участие в телешоу «Маска» на НТВ. Она скрывалась за маской Страуса, которую разоблачили в шаге от финала.

## Личная жизнь
Имеет единоутробную сестру — Майю. Также у актрисы была единокровная сестра — Диана, с которой они долгое время не поддерживали отношений. Диана страдала от наркозависимости и умерла в 2024 году.
В юности за Блёданс ухаживал сын Софии Ротару, Руслан Евдокименко.
Дед по материнской линии — генерал-майор Николай Григорьевич Ващинский, служил в артиллерии, прошёл всю войну. Его первую жену-еврейку и четырёх детей нацисты расстреляли во время оккупации Ялты. Тогда же он познакомился с бабушкой Эвелины — Светланой Игнатьевной, которая работала прачкой на фронте, была намного моложе его и, по словам актрисы, стала для деда настоящим спасением.
Отец — латыш Висвалдис Карлович Блёданс (латыш. Visvaldis Bļodāns), фотограф, под Ригой расположено его родовое поместье. Мать — Тамила Николаевна, умерла от рака. По словам актрисы, с материнской стороны в ней намешано много кровей, но сама себя она ощущает «просто женщиной… зачем себя называть какой-то национальностью, вот я там украинка, или вот я русская, или я латышка, или я немка, или я француженка, полька». Согласно Александру Васильеву, Тамила Николаевна была латышкой немецкого происхождения, а в Эвелине «течёт русская, польская, украинская и еврейская кровь, но всё-таки латышская превалирует».
Отчим — Геннадий Александрович, гравёр, умер вскоре после супруги.
Первый муж (1993) — Юрий Стыцковский (род. 19 августа 1962) — советский и украинский актёр, кинорежиссёр, сценарист и продюсер, комик, телеведущий. Бывший участник комик-труппы «Маски» (1991—1995), руководитель, автор, ведущий и актёр юмористического тележурнала «Каламбур» (1996—2001). Поженились в 1993 году, после 7 лет совместной жизни. Брак продлился 2 месяца.

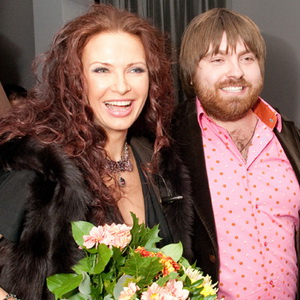
Эвелина Блёданс с супругом продюсером и режиссёром Александром Сёминым на юбилее Вячеслава Манучарова. 2011 год

Второй муж (осень 1993—2010) — Дмитрий (род. 1971) — израильский бизнесмен. Сын Николай (род. 5 июля 1994). Живёт в Израиле с 2012 года.
Третий муж (2010 — сентябрь 2017) — Александр Сёмин (род. 16 сентября 1982), российский продюсер и режиссёр. В сентябре 2017 года Блёданс официально заявила, что рассталась с Сёминым. Сын Семён Сёмин (род. 1 апреля 2012), родился с синдромом Дауна. В возрасте 6 месяцев он получил свой первый контракт на съёмки в рекламе подгузников.
Православная верующая, крестилась под именем Елена.

## Санкции
15 января 2023 года на фоне вторжения России на Украину внесена в санкционный список Украины. СНБО отмечает, что Блёданс «публично заявила о том, что Крым никогда не был украинским». Санкции предполагают блокировку активов на территории страны, приостановку выполнения экономических и финансовых обязательств, прекращение культурных обменов и сотрудничества, лишение украинских госнаград.

## Творчество

### Роли в театре

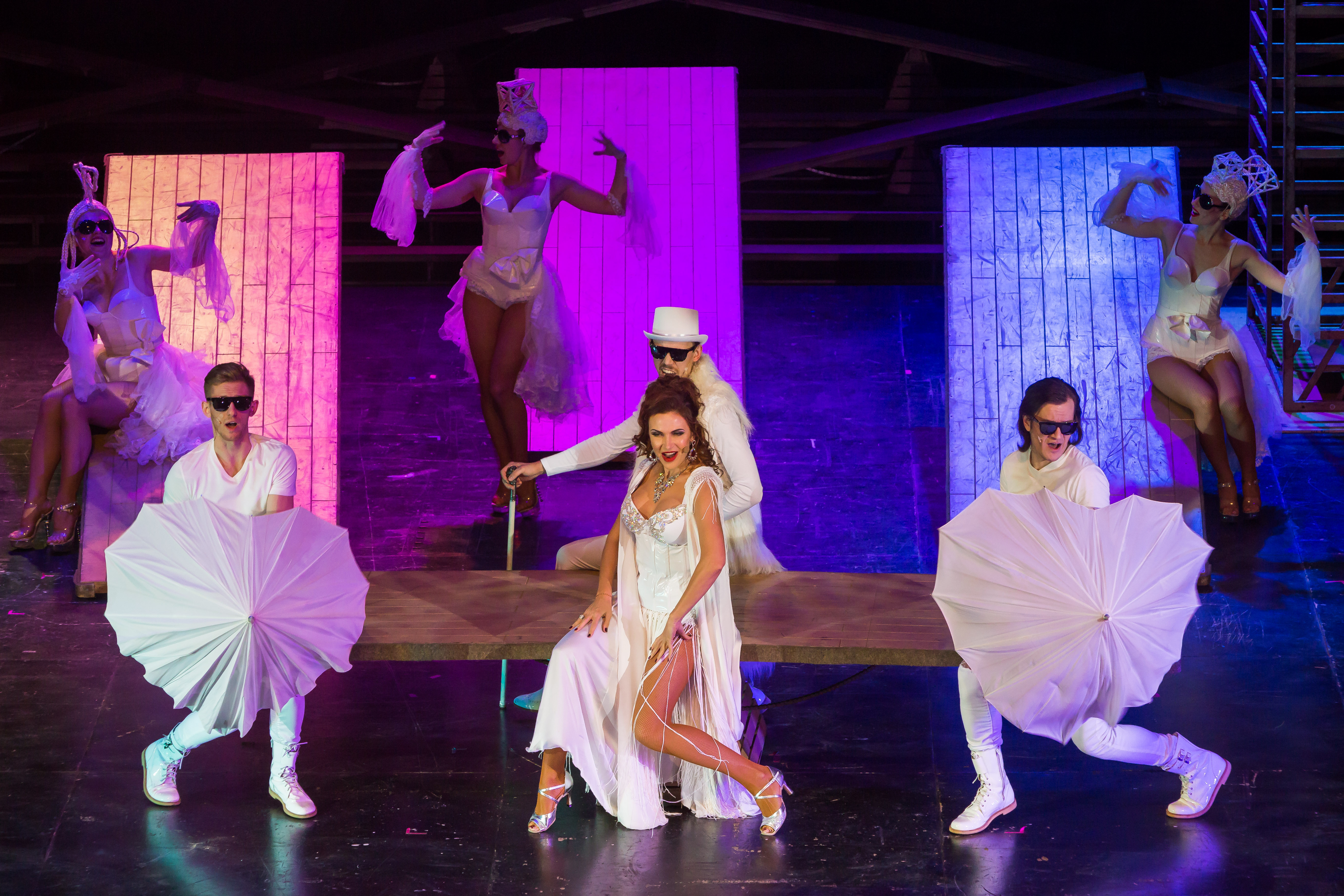
Эвелина Блёданс в партии Хозяйки «Маяка» в мюзикле «Алые паруса», 2019

- Мюзикл «Алые паруса» — Хозяйка «Маяка»
- «Судьба короля»
- «Даная»
- Мюзикл «Метро»
- Мюзикл «Заветная мечта» (вместе с сыном Колей)
- Мюзикл «Кабаре за стеклом»
- «Сокровище острова Пеликан»
- «Не будите спящую собаку» (по пьесе Дж. Пристли «Опасный поворот», реж. — О. Шведова) — Фреда Кэплен
- «8 женщин и…» — Пьеретта
- «Декоратор любви» — Инга
- «Однажды знойной ночью»
- «Декамерон» (по произведению Джованни Боккаччо)
- «Уроки любви» (по пьесе Гарсона Кейнина)
- «Коварство и любовь»
- «Чудики»
- «Любовь по-итальянски»

### Фильмография
- 1988 — Город — эпизод
- 1988 — ЧП районного масштаба — Милочка, секретарь
- 1990 — Адвокат — Марина (нет в титрах)
- 1990 — Когда святые маршируют — спутница Герасима
- 1992 — Воздушные пираты (Украина) — стюардесса
- 1993 — Итальянский контракт — Лариса
- 2002 — Комедийный коктейль — Настя
- 2003 — Варвар / Barbarian (США) — Севра
- 2003 — Невеста по почте / Mail Order Bride — танцовщица
- 2003 — 2005 — Дружная семейка — заведующая отделением / учительница физкультуры
- 2003 — Спасибо — жена Ботинкина
- 2004 — 2006 — Моя прекрасная няня — Лариса Ивановна (72 серия)
- 2004 — Холостяки — Вера
- 2004 — Осторожно, Задов! — Маша / медсестра и др.
- 2005 — Воскресенье в женской бане — Татьяна
- 2006 — Золотая тёща — мама ученика Валерии
- 2006 — Конец света — Сильвия Леопольдовна
- 2006 — Трое сверху — Надя
- 2006 — Угон — Лиза
- 2006 — 2007 — Проклятый рай — Екатерина Ивановна Лазарева, также известная как «Мамка»
- 2006 — 2007 — Кто в доме хозяин? (третья серия «Подруга») — Надя
- 2007 — Студенты International — завкафедрой Надежда Орлова
- 2007 — 2009 — Огонь любви — Марина Раевская
- 2008 — ГИБДД и т. д. — Нона
- 2008 — Гитлер капут! — фрау Оддо, унтерштурмфюрер СС
- 2008 — Платон — Эллочка
- 2008 — Проклятый рай 2 — Екатерина Ивановна Лазарева, она же «Мамка»
- 2009 — Побег из «Новой жизни» — Алёна Викторовна, бизнес-леди, мать Жоры
- 2009 — Солдаты 16 — психолог по конфликтным ситуациям Маргарита Николаевна
- 2009 — Стэп бай стэп — Виктория Коваленко
- 2010 — Столица греха — Варвара Анатольевна / Барбара
- 2010 — Судмедэксперты — Анна Шмелёва
- 2010 — Любовь в большом городе 2 — Ирина Сергеевна
- 2010 — Папины дочки — регистратор ЗАГСа в Машином сне
- 2011 — Защита свидетелей — Юлия Нежданова
- 2011 — Полный контакт — Рената
- 2011 — Золотые — Ирина Медер, мать Кристины
- 2011 — Дело Крапивиных — Вилена
- 2011 — Ласточкино гнездо — социальный работник
- 2014 — Смешанные чувства — соседка Фила
- 2014 — Свадьбы не будет — Маргарита, мать Артёма
- 2015 — SOS, Дед Мороз, или Всё сбудется! — Инга
- 2017 — Французская кулинария — Сима, мать Юли
- 2017 — Туфли (короткометражка) — Звезда
- 2018 — Бабочка (короткометражка) — доктор
- 2020 — Новая жизнь — Вера, подруга Анны
- 2021 — Сестрички — Нэлли
- 2021 — По велению сердца — Красовская
- 2021 — Женская версия. Чистильщик — Юлия Курганская
- 2021 — Стриптизёры — Элеонора
- 2022 — 1703 — вдова Наталья
- 2022 — Сборник (короткометражка) — мама
- 2022 — Бедный олигарх — вдова
- 2022 — Не твоё дело — Жанна
- 2023 — Политех — мама Алисы
- 2023 — Мама будет против — Марина, мама Николая (второй сезон)
- 2023 — Одна дома — дама с собачкой
- 2023 — АльфаРомео — Роксана
- 2024 — Как я встретил её маму

### Телепроекты
- 1991 — 2005 — Маски-шоу — разные роли
- 2007 — «Самое смешное» — ведущая
- 2009—2017 — Одна за всех — Кристина Васильевна (Крис), подруга Энджи
- 2009 — «Последний герой» —  участница шоу
- 2010 — «Новый год по-нашему!» — буфетчица
- 2013—2018 — «Человек-невидимка» на канале «ТВ-3» — ведущая шоу
- 2014 — «Присяжные красоты» — ведущая («Домашний»)
- 2015 — «Один в один» — Ирина Нельсон и группа «Reflex»
- 2017 — «Москвички»
- 2021 — «Маска» (приглашённая гостья в образе Мишки)
- 2023 — «Новые звёзды в Африке»

### Озвучивание
- 2006—2008 — Проклятый рай — вокал
- 2009 — Стэп бай стэп — вокал
- 2011 — Ронал-варвар — королева амазонок
- 2012 — Замбезия — попугай
- 2015 — Крякнутые каникулы — Марго
- 2017 — настоящее время — Сказочный патруль — Баба-Яга (Ядвига Петровна)
- 2019 — Сказочный патруль. Хроники чудес — Баба-Яга (Ядвига Петровна)
- 2022 — Чинк: Хвостатый детектив — сова Софи

### Дискография
- 2009 — «Главное — любить!»

### Клипы
- 2001 — «Медсестра»
- 2001 — «Неон»
- 2002 — «Придуманная любовь»
- 2019 — «Две половинки зелёного яблока»